# زبيغنيو بوجاك
زبيغنيو بوجاك (بالبولندية: Zbigniew Bujak)‏ هو نقابي وسياسي بولندي، ولد في 29 نوفمبر 1954 في بولندا. حزبياً، نشط في Labour Union (Poland) ‏ وCitizens' Movement for Democratic Action ‏ وDemocratic Party – demokraci.pl ‏ وحركة تضامن وFreedom Union (Poland) ‏. وقد انتخب عضو سيم ‏.